# Экологический аудит
Экологический аудит — независимая оценка соблюдения субъектом хозяйственной и иной деятельности нормативно-правовых требований в области охраны окружающей среды и подготовка рекомендаций в области экологической деятельности.

## История
Принято считать, что экологический аудит в мире зародился на рубеже 1970-80-х годов. В частности в ЕЭС директива об экологическом аудировании была принята в 1901 году, в 1984 году национальное агентство по охране окружающей среды США разработало концепцию экологического аудирования федеральных агентств. В Российской Империи зарегистрирован первый экологический аудит в 1892 году.Обязательные Правила «О порядке открытия и содержания химических заводов», явились, по сути, первоначальном документом по проведению экологического аудита. В РФ экологический аудит применяется с 1993 года. В 1998 году был принят ряд правовых актов Госкомэкологии в области экологического аудита, в том числе установившие правила их аттестации. Сегодня в Российской Федерации функцию аттестации экоаудиторов выполняют несколько некоммерческих организаций.

## Цели и задачи экологического аудита
- Обоснование политики и стратегии в области охраны окружающей среды,
- Анализ и оценка экологических аспектов хозяйственных и иных проектов,
- Анализ и оценка нормативных актов в области охраны окружающей среды,
- Обоснование и инициация экологической деятельности,
- Идентификация экологических проблем производств и территорий.

## Виды экологического аудита
Подразделяется на обязательный и инициативный экологический аудит. В данных рамках могут встречаться следующие его виды:
- Определение соответствия субъекта хозяйственной деятельности природоохранным требованиям,
- Оценка эффективности системы,
- Оценка экологической безопасности используемого сырья, оборудования, технологий,
- Оценка экономического ущерба от загрязнения,
- Оценка опасности отходов,
- Определение рациональности природопользования на конкретной территории,
- Оценка энергопотребления и предложение путей по его снижению,
- Определение объема выбросов парниковых газов и выработка мероприятий по их снижению,
- Оценка экологического риска в результате техногенных аварий и стихийных природных процессов,
- Выделение экологических проблем и разработка мероприятий по их решению,
- Обоснование принимаемых нормативно-правовых актов на предмет экологической безопасности.